# Donnchad mac Domnaill Ua Máel Sechlainn
 Donnchad mac Domnaill Ua Máel Sechlainn, († 1160) est  roi de Mide en 1155 puis de 1156 à 1157 et de 1158 à 1160, en alternance avec son frère Diarmait mac Domnaill Ua Máel Sechlainn.

## Origine
Donnchad est le fils ainé de  Domnal mac Murchada Ua Máel Sechlainn (mort en 1137), le fils ainé  Murchad mac Domnaill Ua Máel Sechlainn.

## Accession au trône
Après la mort de Máel Sechlainn mac Murchada Ua Máel Sechlainn Une armée menée par l'Ard ri Erenn Muircheartach, intervient dans le royaume de Mide jusqu'à  « Ath-Duine-Calman sur la rivière Inneoin » l'Ard Ri prend des otages à Tethbae, et restitue la totalité des troupeaux des « Hommes de Mide » qu'il avait pillé. Il investit enfin Donnchad mac Domnaill Ua Máel Sechlainn comme roi de Mide du « Lough Sheelin à la mer » avant de se retirer dans ses domaines
La même année le souverain nouvellement investi fait tué à Clonard un certain  Gillagott Ua Ciardha Ce meurtre povoque une révolte de ses propres sujets qui lui reprochent d'avoir par ce geste déshonorer Saint Finien en violant son sanctuaire. Donnchad est chassé et son frère cadet Diarmait mac Domnaill Ua Máel Sechlainn est nommé roi à sa place Lors d'une tentative de reprendre son trône Donnchad est vaincu par son frère et lors de ce combat, meurt Giolla Deacair Ó Cairbre,le  chef du Tuath Buadhgha.
Donnchad se retourne alors contre son cousin Muircheartach († 1163), le fils de Domnall Bregach Ua Máel Sechlainn, dont le domaine est pillé et qu'il capture il reprend finalement le royaume à son frère et concurrent Diarmait, qui est banni au  Connaught L'année suivant Donnchad Ua Maelseachlainn est à son tour chassé  à la suite d'une nouvelle intervention de  Muircheartach, fils de Niall MacLochlainn qui agit à la demande des clercs d'Irlande qui l'accusent de les avoir outragé et d'avoir pillé les biens de frère Diarmait
Il se rétablit une dernière fois sur le trône en 1159 et  Donnchadh, toujours aussi belliqueux, s'allie aux « Hommes de Tethbae »  pour envahir le Tír Maine où ils pénètrent jusqu'à  Breuad (?) et Durud Mainnin (?). C'est là que « Hommes d'Uí Maine » menés par leur roi Conchobar Maenmaige Ua Cellaigh, († 1180), les écrasent et que ses alliés de Tethbae sont mis en déroute et massacrés avec les fils de  Mac Ualgairg et Andad Ó Morucáin et de nombreux autres nobles et piétons Finalement en 1160 Donnchad est tué par Murchadh Ua Finnollain, seigneur de Dealbhna-mor, et son fils, selon l'annaliste « dans le contexte de vieilles rancunes, imputables à ses propres fautes »

## Sources
- (en) T.W Moody, F.X. Martin et F.J. Byrne, A New History of Ireland IX Maps, Genealogies, Lists. A companion to Irish History part II, Oxford, Oxford University Press, 2011, 690 p. (ISBN 978-0-19-959306-4).
- (en) Goddard Henry Orpen (Introduction de Seán Duffy), Ireland under the Normands 1169-1333, Dublin, Four Courts Press (réédition), 2005, 633 p. (ISBN 9781846828188):
- (en) Art Cosgrove (sous la direction de), Medieval Ireland 1169-1534, Oxford, Oxford University Press, coll. « A New History of Ireland » (no 2), 2008, 1004 p. (ISBN 978019 9539703)